# Schizoprymnus chunji
Schizoprymnus chunji är en stekelart som först beskrevs av Chou och Hsu 1996.  Schizoprymnus chunji ingår i släktet Schizoprymnus och familjen bracksteklar. Inga underarter finns listade i Catalogue of Life.